# Ctenochiton elongatus
Ctenochiton elongatus är en insektsart som beskrevs av William Miles Maskell 1879. Ctenochiton elongatus ingår i släktet Ctenochiton och familjen skålsköldlöss. Inga underarter finns listade i Catalogue of Life.